# Hesperia (Michigan)
Pour les articles homonymes, voir Hesperia (homonymie).
Hesperia est un village situé dans l’État américain du Michigan à cheval sur les comtés d'Oceana et de Newaygo. Selon le recensement de 2010, sa population est de 954 habitants.